# Spargania cenizata
Spargania cenizata är en fjärilsart som beskrevs av Paul Dognin 1893. Spargania cenizata ingår i släktet Spargania och familjen mätare. Inga underarter finns listade i Catalogue of Life.